# Interior. Leather Bar.

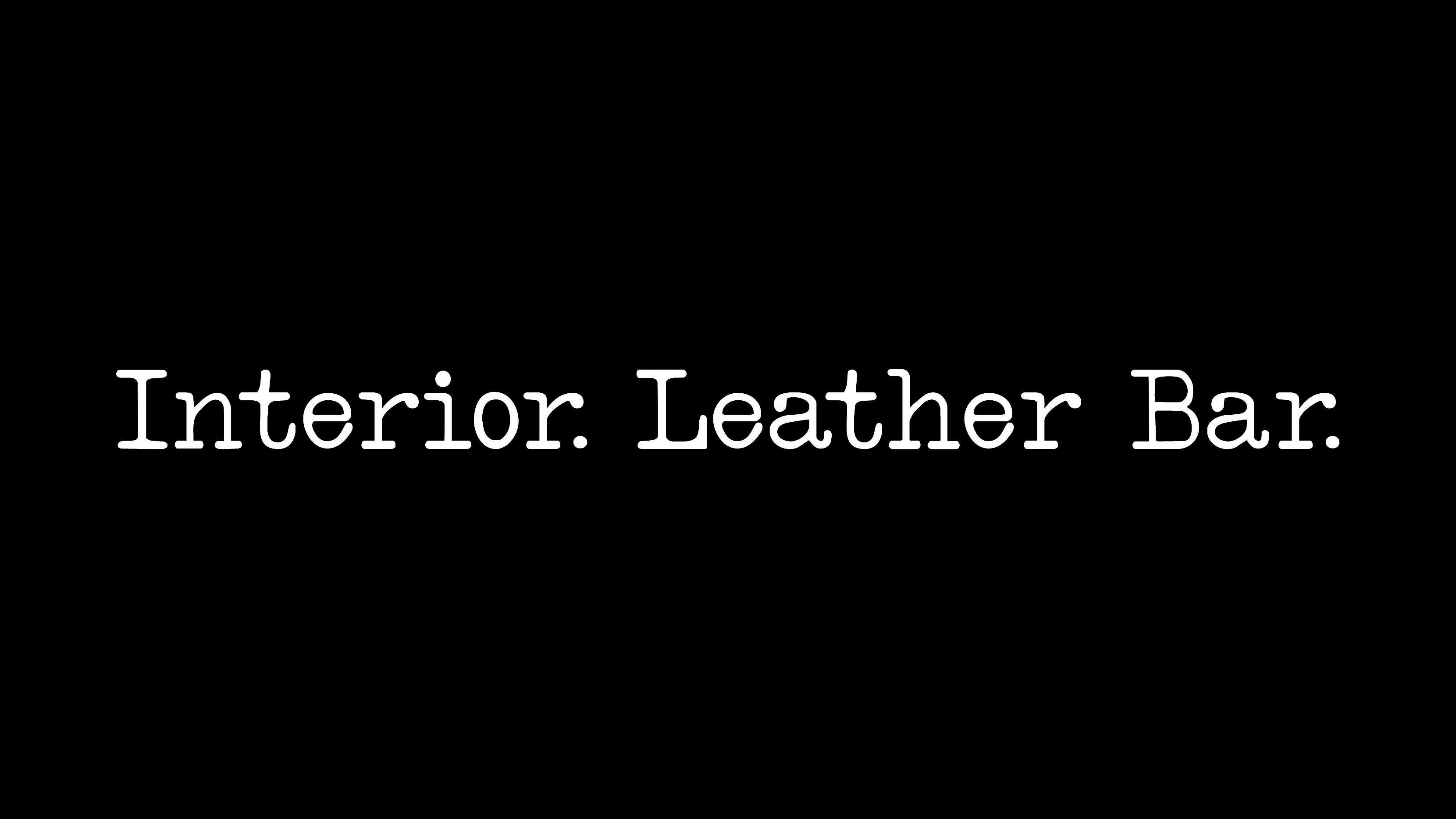
Logo du film.

Pour plus de détails, voir Fiche technique et Distribution.
Interior. Leather Bar. est un film dramatique et docufiction américain produit et coréalisé par James Franco et Travis Mathews, sorti en 2013 lors du Festival du film de Sundance.

## Synopsis
Le film présente James Franco et Travis Mathews dans leur propre rôle, travaillant ensemble sur un projet de film dont le but est d'imaginer et de recréer les 40 minutes du film La Chasse sorti en 1980, contenant des scènes à caractère sexuel explicite, qui avaient alors été censurées et supprimées. Les autres acteurs présents à l'écrans sont Val Lauren, Christian Patrick, Brenden Gregory, Brad Roberge, Colin Chavez et A.J. Goodrich.
En dépit des annonces faites dans les médias lorsque les deux réalisateurs ont révélé leur projet, le film n'est pas une recréation des scènes supprimées, seules de brèves scènes faisant référence aux parties censurées. En fait, l'idée de recréer ce morceau disparu constitue la trame du film et permet d'explorer le processus de création d'un tel film, mettant en scène des problèmes tels que les degrés de confort ou de gêne des acteurs face au matériel, le conflit entre la liberté de créer et la censure, et les manières dont la représentation des problèmes liés à la communauté LGBT ont évolué depuis La Chasse en 1980.

## Fiche technique
- Titre original : Interior. Leather Bar.
- Réalisation : James Franco et Travis Mathews
- Scénario : Travis Mathews
- Costumes : Lane Stewart
- Photographie : Keith Wilson
- Montage : Travis Mathews
- Production : James Franco, Vince Jolivette et Iris Torres
- Société(s) de production : Rabbit Bandini Productions
- Société(s) de distribution :
- Pays d’origine :  États-Unis
- Langue originale : Anglais
- Format : couleur
- Genre : Drame
- Durée : 60 minutes
- Dates de sortie : 
  -  États-Unis : 19 janvier 2013 (festival du film de Sundance)

## Distribution
- Val Lauren : Val / Steve
- James Franco : James
- Christian Patrick : Maître Avery
- Travis Mathews : Travis

## Distinctions

### Nominations
- Festival du film de Sundance 2013 : sélection hors compétition « New Frontier »